# 寺田理恵子
寺田 理恵子（てらだ りえこ、1961年7月15日 - ）は、日本のアナウンサーである。元フジテレビアナウンサー。FIRST AGENT所属。A型。アイドル女子アナの元祖と呼ばれている。

## 来歴
東京都世田谷区出身。東京女学館中学校・高等学校、聖心女子大学文学部外国語外国文学科英語英文学専攻卒業。社会人入学で、武蔵野大学人間関係学部人間関係学科卒業。
大学生時代には、『クイズタイムショック』（テレビ朝日）のアシスタントとして同番組に出演していた。
とくにマスコミセミナーの類には参加していなかったが、テレビ朝日、日本テレビ、フジテレビ3局の就職試験を受け、フジテレビから内定通知を受ける。内定通知後は「タイムショック」出演を辞退していたが、フジテレビの試験時に同番組出演の件を伝えていなかったため、後から事実を知った人事担当者から「手垢のついた者はいらない！」と言われ、一旦は内定が白紙になりかける。しかし、フジテレビ社内で寺田の採用を強く推した人物がいたことで決定が覆り、大学卒業後の1984年にアナウンサー（契約社員）として入社。1985年4月、翌年に男女雇用機会均等法が施行されることに先駆け正社員となる。
高視聴率を誇っていた番組『オレたちひょうきん族』の初代“ひょうきんアナ”山村美智子が新婚旅行に行く代役として出演。2代目ひょうきんアナとして人気を博した。番組内の「ひょうきんベストテン」で島田紳助と1年半司会を務めた。「私は落ちこぼれで仕事がなかったんです。先輩の山村美智子アナウンサーが新婚旅行に行く時、代打を務めて、退社した時に後釜になりました」と当時を振り返った。
1986年には『ときめき Lonely Night』でCDデビューも飾るなど、元祖アナドル（アナウンサー＋アイドル）として活躍。
1989年7月にドラマ演出家との結婚を機に寿退社しフリーアナウンサーに転身。TBS『ビッグモーニング』、フジテレビ『ビッグトゥデイ』、テレビ朝日『スーパーJチャンネル』などの情報番組でキャスター・リポーターを務めた。
その後、第一子となる長女を出産。長女はシンガーソングライターのゆりえ（旧・藍沢ゆりえ）。ゆりえは、2019年に俳優の大浦龍宇一と結婚。
1998年に離婚。2000年、NEC元会長・関本忠弘の長男で、当時、広告代理店・電通の社員であった関本雅一と再婚、アナウンス業から引退した。2012年12月、関本と死別。
2014年、生島企画室（現・FIRST AGENT）に所属し活動を再開。10月からTBSラジオの番組のアシスタントとして仕事に復帰した。
2024年現在は朗読教室の講師としても活動中。

## 人物
趣味は、洋裁、刺繍、数独。
認定心理士、中学・高校教員免許、ワークショップデザイナー、上級心理カウンセラー、生涯学習2級インストラクター、健康マスターエキスパート、戸塚刺しゅう師範、認知症サポーターなど数多くの資格を所持。

## 出演番組
テレビでの報道・情報番組（フリー転向後も含めて）
| 期間          | 期間          | 番組名                            | 役職                     |
| ------------- | ------------- | --------------------------------- | ------------------------ |
| 1986年10月    | 1987年3月     | 黄金世代!                         | 司会                     |
| 1987年        | 1988年        | ショットガン                      | キャスター               |
| 1988年4月1日  | 1989年3月31日 | FNNモーニングコール               | 司会                     |
| 1990年10月    | 1994年3月     | ビッグモーニング（TBS）           | 司会                     |
| 1995年4月3日  | 1995年9月29日 | 3時ヨこい!（フジテレビ）          | 司会                     |
| 1995年10月2日 | 1997年3月28日 | ビッグトゥデイ（フジテレビ）      | 司会                     |
| 1998年10月    | 1999年9月     | スーパーJチャンネル（テレビ朝日） | 金曜日サブキャスター     |
| 1999年10月    | 2000年3月     | スーパーJチャンネル（テレビ朝日） | 木・金曜日サブキャスター |

テレビでのバラエティ番組・その他（学生時代・フリー転向後も含めて）
- 新ハングマン 第14話（1983年11月11日、ABC / 松竹芸能） - 国立競技場そばの壁でテニスの練習をする女
- ザ!地球どんぶり（1984年10月 - 1985年3月、フジテレビ）
- オレたちひょうきん族（「ひょうきんベストテン」2代目サブ司会・ひょうきんアナ担当。1985年4月 - 1986年10月、フジテレビ）
- 金曜おもしろバラエティ 心はロンリー気持ちは「…」III（1986年2月21日、フジテレビ）
- 純ちゃんのごぶサタデー（1986年4月 - 1987年9月、フジテレビ）
- アナウンサーぷっつん物語（1987年4月、フジテレビ）
- 森田一義アワー 笑っていいとも!（1987年10月 - 1988年3月、フジテレビ）
- 一枚の写真（1992年3月16日、フジテレビ）
- クイズダービー（1991年8月10日ゲスト回答者、5枠週替わり回答者・1992年8月1日、10月24日、TBS、総合成績は10勝6敗とゲストとしてはかなりの好成績だった。）
- 峰竜太のホンの昼メシ前（日本テレビ）

ラジオでの出演番組
- 生島ヒロシのサタデー・一直線（2014年10月4日 - 2018年3月31日、TBSラジオ）
- 生島ヒロシのおはよう一直線（2021年10月1日、8日・TBSラジオ）明治チョコレート効果 presents 生島ヒロシの健康ライフ - ゲスト

## CM出演
- シャディ
- ライオン（リード）

## 音楽
シングルEP (日本クラウン) レコード番号/CWP-77 1986年8月21日発売
- A面 ときめき Lonely Night 作詩：寺田理恵子 作曲：小田裕一郎 編曲：大谷和夫
- B面 HEART PLAY BACK 作詩：寺田理恵子 作曲：小田裕一郎 編曲：大谷和夫

花のアナウンサー・ファミリーもんた隊（寺田理恵子、徳光和夫、大沢悠里、有村かおり、加藤明美 (アナウンサー)、佐藤仁美 (アナウンサー)、渡辺宜嗣ほか)名義 (ビクター) レコード番号/SV-9134 1986年5月21日発売
- A面 初恋は忘れていない 作詩：秋元康 作曲：見岳章 編曲：見岳章-文字放送普及推進共同キャンペーン・ソング
- B面 心のカレンダー 作詩：秋元康 作曲：見岳章 編曲：見岳章

## 著書
- テーブルクロスをかえた日は サンドケー出版局 (1995年2月1日) ISBN 4914938553
- ウチの子がいちばん 小学館 (1996年3月1日) ISBN 4093112142
- 「毎日音読」で人生を変える ―活力が出る・若くなる・美しくなる  さくら舎 (2021年9月9日) ISBN 4865813098
- 60代、ひとりで前向きに生きる  さくら舎 (2022年3月10日) ISBN 4865813349
- 四季を感じる毎朝音読 ―心と脳が若くなる  さくら舎 (2022年12月8日) ISBN 4865813691

## 雑誌
- 婦人公論 中央公論新社 (2022年12月号　No.1590)-「音読」が、閉じた心と体を癒やしてくれた
- 女性セブン 小学館 (2022年11月)-脳と体を蘇らせる音読の力

## 朗読劇など
- Teatime 朗読会-内幸町ホール（東京）、2023年1月31日予定
- 朗読劇「ことばの玉手箱」-武蔵小杉サロンホール（神奈川）、2023年2月19日予定

## 同期入社
- 川端健嗣
- 三竹映子
- 吉崎典子
- 吉沢孝明